# Temporary Home
„Temporary Home” este un cântec al interpretei americane Carrie Underwood. El este inclus pe cel de-al treilea material discografic de studio al artistei, intitulat Play On. Înregistrarea a fost lansată ca disc promoțional în format digital pe data de 20 octombrie 2009, prin intermediul magazinului virtual iTunes. Lansarea piesei face parte dintr-o campanie de promovare a albumului Play On, acesta fiind precedată de promovarea cântecului „Mama's Song” și succedată de „Undo It” și ele fiind lansate sub aceeași titulatură. În prima săptămână au fost comercializate aproximativ 25.000 de exemplare ale înregistrării, vânzările totale fiind de peste 40.000 de unități înaintea lansării oficiale.
Cântecul a fost lansat ca cel de-al doilea single oficial al albumului în decembrie 2009.

## Clasamente
| Clasament                   | Poziția maximă | Referință |
| --------------------------- | -------------- | --------- |
| Canadian Country Singles    | 2              | [ 6 ]     |
| Canadian Digital Songs      | 35             | [ 7 ]     |
| Canadian Hot 100            | 65             | [ 8 ]     |
| Billboard Hot Country Songs | 1              | [ 9 ]     |
| Billboard Hot 100           | 41             | [ 8 ]     |
| Billboard Hot Digital Songs | 54             | [ 8 ]     |